# Promozione Lombardia 1989-1990
Nella stagione 1989-1990 la Promozione era il sesto livello del calcio italiano (il massimo livello regionale). Qui vi sono le statistiche relative al campionato in Lombardia e in provincia di Piacenza gestiti dal Comitato Regionale Lombardo.
Il campionato è strutturato in vari gironi all'italiana su base regionale, gestiti dai Comitati Regionali di competenza. Promozioni alla categoria superiore e retrocessioni in quella inferiore non erano sempre omogenee; erano quantificate all'inizio del campionato dal Comitato Regionale secondo le direttive stabilite dalla Lega Nazionale Dilettanti, ma flessibili, in relazione al numero delle società retrocesse dal Campionato Interregionale e perciò, a seconda delle varie situazioni regionali, la fine del campionato poteva avere degli spareggi sia di promozione che di retrocessione.
Questo è il campionato regionale della regione Lombardia, ma fino alla stagione 1994-1995 la provincia di Piacenza è stata di competenza del Comitato Regionale Lombardia così come la provincia di Mantova è stata gestita dal Comitato Regionale Emilia-Romagna.
I colori delle squadre lombarde sono stati tratti dall'Annuario del Comitato Regionale Lombardo 1989-1990.

## Girone A

### Squadre partecipanti
| Club                        | Città                         |
| --------------------------- | ----------------------------- |
| U.S. Caronnese              | Caronno Pertusella (VA)       |
| S.S. Casport Sezione Calcio | Porto Valtravaglia (VA)       |
| G.S. Castanese B.P.M.       | Castano Primo (MI)            |
| U.S. Cistellum              | Cislago (VA)                  |
| S.G. Gallaratese            | Gallarate (VA)                |
| U.S. Inveruno               | Inveruno (MI)                 |
| U.S. Mozzatese Calcio       | Mozzate (CO)                  |
| A.C. Parabiago              | Parabiago (MI)                |
| G.S. Pero Calcio            | Pero (MI)                     |
| U.S. Poglianese             | Pogliano Milanese (MI)        |
| A.S. Pontevecchio           | Ponte Vecchio di Magenta (MI) |
| A.C. Real Rhodense          | Bariana di Lainate (MI)       |
| A.C. Samverga               | Verghera di Samarate (VA)     |
| A.S. Ternatese Calcio       | Ternate (VA)                  |
| F.C. Travedona              | Travedona Monate (VA)         |
| F.C. Verbano Calcio         | Besozzo (VA)                  |

### Classifica finale
|  | Pos. | Squadra          | Pt | G  | V  | N  | P  | GF | GS | DR  |
|  | ---- | ---------------- | -- | -- | -- | -- | -- | -- | -- | --- |
|  | 1.   | Gallaratese      | 43 | 30 | 16 | 11 | 3  | 31 | 14 | +17 |
|  | 2.   | Caronnese        | 38 | 30 | 13 | 12 | 5  | 39 | 22 | +17 |
|  | 3.   | Real Rhodense    | 37 | 30 | 13 | 11 | 6  | 36 | 26 | +10 |
|  | 4.   | Pontevecchio     | 36 | 30 | 12 | 12 | 6  | 36 | 24 | +12 |
|  | 5.   | Castanese B.P.M. | 34 | 30 | 13 | 8  | 9  | 37 | 22 | +15 |
|  | 6.   | Verbano          | 32 | 30 | 10 | 12 | 8  | 33 | 29 | +4  |
|  | 7.   | Travedona        | 31 | 30 | 10 | 11 | 9  | 32 | 31 | +1  |
|  | 7.   | Samverga         | 31 | 30 | 9  | 13 | 8  | 35 | 26 | +9  |
|  | 9.   | Inveruno         | 29 | 30 | 9  | 11 | 10 | 31 | 31 | 0   |
|  | 10.  | Mozzatese        | 28 | 30 | 8  | 12 | 10 | 26 | 32 | -6  |
|  | 11.  | Ternatese        | 27 | 30 | 8  | 11 | 11 | 39 | 43 | -4  |
|  | 11.  | Parabiago        | 27 | 30 | 6  | 15 | 9  | 25 | 34 | -9  |
|  | 11.  | Cistellum        | 27 | 30 | 9  | 9  | 12 | 26 | 32 | -6  |
|  | 14.  | Poglianese       | 26 | 30 | 11 | 4  | 15 | 33 | 40 | -7  |
|  | 15.  | Pero             | 17 | 30 | 5  | 7  | 18 | 20 | 43 | -23 |
|  | 15.  | Casport          | 17 | 30 | 2  | 13 | 15 | 18 | 48 | -30 |

Legenda:
      Promosso in Interregionale 1990-1991.
      Retrocesso in Prima Categoria 1990-1991.
Regolamento:
Due punti a vittoria, uno a pareggio, zero a sconfitta.
Scontri diretti e differenza reti in classifica avulsa solo in caso di pari merito fra tre o più squadre in zona promozione e retrocessione per stabilire chi deve disputare lo spareggio.
La FIGC decise di tener conto degli scontri diretti per stabilire le classifiche di merito post campionato per l'attribuzione di posti vacanti in quello successivo.

## Girone B

### Squadre partecipanti
| Club                       | Città                    |
| -------------------------- | ------------------------ |
| U.S. Audax Bresso Nuova    | Bresso (MI)              |
| U.S. Baruccana             | Baruccana di Seveso (MI) |
| A.C. Calolziocorte         | Calolziocorte (CO)       |
| U.S. Caratese              | Carate Brianza (MI)      |
| Erbese Calcio              | Erba (CO)                |
| U.S. Guanzatese            | Guanzate (CO)            |
| Hard Sondrio Calcio S.r.l. | Sondrio                  |
| A.C. Lentatese             | Lentate sul Seveso (MI)  |
| U.S. Lomazzo               | Lomazzo (CO)             |
| Pol. Mandello              | Mandello del Lario (CO)  |
| A.C. Muggiò                | Muggiò (MI)              |
| U.S. Nervianese            | Nerviano (MI)            |
| A.S. Oggiono               | Oggiono (CO)             |
| U.S. Padernese Calcio      | Paderno Dugnano (MI)     |
| S.C. Rovellasca 1910       | Rovellasca (CO)          |
| U.S. Senaghese             | Senago (MI)              |

### Classifica finale
|  | Pos. | Squadra            | Pt | G  | V  | N  | P  | GF | GS | DR  |
|  | ---- | ------------------ | -- | -- | -- | -- | -- | -- | -- | --- |
|  | 1.   | Caratese           | 45 | 30 | 19 | 7  | 4  | 49 | 22 | +27 |
|  | 2.   | Erbese             | 42 | 30 | 17 | 8  | 5  | 52 | 26 | +26 |
|  | 3.   | Oggiono            | 39 | 30 | 15 | 9  | 6  | 39 | 25 | +14 |
|  | 4.   | Audax Bresso Nuova | 34 | 30 | 14 | 6  | 10 | 39 | 30 | +9  |
|  | 5.   | Rovellasca 1910    | 32 | 30 | 9  | 14 | 7  | 33 | 37 | -4  |
|  | 5.   | Mandello           | 32 | 30 | 11 | 10 | 9  | 27 | 16 | +11 |
|  | 7.   | Nervianese         | 29 | 30 | 9  | 11 | 10 | 29 | 35 | -6  |
|  | 8.   | Lentatese          | 28 | 30 | 10 | 8  | 12 | 25 | 31 | -6  |
|  | 8.   | Calolziocorte      | 28 | 30 | 7  | 14 | 9  | 22 | 24 | -2  |
|  | 10.  | Lomazzo            | 27 | 30 | 5  | 17 | 8  | 25 | 28 | -3  |
|  | 10.  | Hard Sondrio       | 27 | 30 | 6  | 15 | 9  | 21 | 26 | -5  |
|  | 12.  | Muggiò             | 26 | 30 | 6  | 14 | 10 | 29 | 38 | -9  |
|  | 12.  | Senaghese          | 26 | 30 | 4  | 18 | 8  | 20 | 29 | -9  |
|  | 14.  | Baruccana          | 25 | 30 | 8  | 9  | 13 | 21 | 33 | -12 |
|  | 15.  | Guanzatese         | 23 | 30 | 5  | 13 | 12 | 22 | 29 | -7  |
|  | 16.  | Padernese          | 17 | 30 | 4  | 9  | 17 | 22 | 46 | -24 |

Legenda:
      Promosso in Interregionale 1990-1991.
      Retrocesso in Prima Categoria 1990-1991.
Regolamento:
Due punti a vittoria, uno a pareggio, zero a sconfitta.
Scontri diretti e differenza reti in classifica avulsa solo in caso di pari merito fra tre o più squadre in zona promozione e retrocessione per stabilire chi deve disputare lo spareggio.
La FIGC decise di tener conto degli scontri diretti per stabilire le classifiche di merito post campionato per l'attribuzione di posti vacanti in quello successivo.

## Girone C

### Squadre partecipanti
| Club                       | Città                      |
| -------------------------- | -------------------------- |
| Pol. Albinese Calcio       | Albino (BG)                |
| A.C. Carugate              | Carugate (MI)              |
| F.C. Cassano 1966          | Cassano d'Adda (MI)        |
| A.C. Cernusco              | Cernusco sul Naviglio (MI) |
| U.S. Cisanese              | Cisano Bergamasco (BG)     |
| U.S. Clusone               | Clusone (BG)               |
| G.S. Concorezzese          | Concorezzo (MI)            |
| Pol. Curno                 | Curno (BG)                 |
| A.S. Giana Erminio         | Gorgonzola (MI)            |
| U.S. Mapello               | Mapello (BG)               |
| U.S. Melzo                 | Melzo (MI)                 |
| A.C. Pro Cologno           | Cologno Monzese (MI)       |
| Pol. Pro Paullo            | Paullo (MI)                |
| C.S. Trevigliese           | Treviglio (BG)             |
| A.C. Virtus Gazzaniga      | Gazzaniga (BG)             |
| U.S.C. Voluntas Osio Sotto | Osio Sotto (BG)            |

### Classifica finale
|  | Pos. | Squadra             | Pt | G  | V  | N  | P  | GF | GS | DR  |
|  | ---- | ------------------- | -- | -- | -- | -- | -- | -- | -- | --- |
|  | 1.   | Albinese            | 46 | 30 | 17 | 12 | 1  | 51 | 13 | +38 |
|  | 2.   | Trevigliese         | 41 | 30 | 15 | 11 | 4  | 43 | 20 | +23 |
|  | 3.   | Cernusco            | 39 | 30 | 14 | 11 | 5  | 35 | 17 | +18 |
|  | 4.   | Virtus Gazzaniga    | 37 | 30 | 12 | 13 | 5  | 40 | 21 | +19 |
|  | 5.   | Giana Erminio       | 33 | 30 | 8  | 17 | 5  | 32 | 24 | +8  |
|  | 6.   | Voluntas Osio Sotto | 31 | 30 | 11 | 9  | 10 | 39 | 31 | +8  |
|  | 6.   | Concorezzese        | 31 | 30 | 8  | 15 | 7  | 35 | 30 | +5  |
|  | 8.   | Carugate            | 30 | 30 | 8  | 14 | 8  | 33 | 42 | -9  |
|  | 9.   | Cassano 1966        | 29 | 30 | 8  | 13 | 9  | 23 | 26 | -3  |
|  | 10.  | Mapello             | 27 | 30 | 10 | 7  | 13 | 27 | 38 | -11 |
|  | 11.  | Melzo               | 26 | 30 | 8  | 10 | 12 | 20 | 31 | -11 |
|  | 12.  | Pro Paullo          | 25 | 30 | 8  | 9  | 13 | 30 | 37 | -7  |
|  | 13.  | Clusone             | 23 | 30 | 6  | 11 | 13 | 24 | 40 | -16 |
|  | 14.  | Cisanese            | 22 | 30 | 5  | 12 | 13 | 20 | 33 | -13 |
|  | 15.  | Curno               | 20 | 30 | 4  | 12 | 14 | 25 | 44 | -19 |
|  | 15.  | Pro Cologno         | 20 | 30 | 5  | 10 | 15 | 16 | 46 | -30 |

Legenda:
      Promosso in Interregionale 1990-1991.
      Retrocesso in Prima Categoria 1990-1991.
Regolamento:
Due punti a vittoria, uno a pareggio, zero a sconfitta.
Scontri diretti e differenza reti in classifica avulsa solo in caso di pari merito fra tre o più squadre in zona promozione e retrocessione per stabilire chi deve disputare lo spareggio.
La FIGC decise di tener conto degli scontri diretti per stabilire le classifiche di merito post campionato per l'attribuzione di posti vacanti in quello successivo.

## Girone D

### Squadre partecipanti
| Club                      | Città                   |
| ------------------------- | ----------------------- |
| A.C. Bagnatica            | Bagnatica (BG)          |
| U.S. Breno                | Breno (BS)              |
| A.S. Capriolo             | Capriolo (BS)           |
| F.C. Chiari               | Chiari (BS)             |
| U.S. Colognese            | Cologno al Serio (BG)   |
| Pol. Concesio             | Concesio (BS)           |
| A.C. Fontanellese         | Fontanella (BG)         |
| U.S. Forza e Costanza     | Martinengo (BG)         |
| G.S. Grumellese Palazzolo | Grumello del Monte (BG) |
| A.S. Pizzighettone        | Pizzighettone (CR)      |
| U.S. Quinzano             | Quinzano d'Oglio (BS)   |
| Pol. San Paolo d'Argon    | San Paolo d'Argon (BG)  |
| A.C. Verdello             | Verdello (BG)           |
| G.S. Verolese Ocean       | Verolanuova (BS)        |
| A.C. Villongo             | Villongo (BG)           |
| Pol. Zanica               | Zanica (BG)             |

### Classifica finale
|  | Pos. | Squadra              | Pt | G  | V  | N  | P  | GF | GS | DR  |
|  | ---- | -------------------- | -- | -- | -- | -- | -- | -- | -- | --- |
|  | 1.   | Breno                | 44 | 30 | 16 | 12 | 2  | 41 | 21 | +20 |
|  | 2.   | San Paolo d'Argon    | 43 | 30 | 18 | 7  | 5  | 39 | 16 | +23 |
|  | 3.   | Pizzighettone        | 34 | 30 | 11 | 12 | 7  | 38 | 32 | +6  |
|  | 4.   | Concesio             | 33 | 30 | 12 | 9  | 9  | 41 | 36 | +5  |
|  | 4.   | Quinzano             | 33 | 30 | 11 | 11 | 8  | 36 | 28 | +8  |
|  | 4.   | Verolese Ocean       | 33 | 30 | 12 | 9  | 9  | 34 | 28 | +6  |
|  | 7.   | Zanica               | 30 | 30 | 7  | 16 | 7  | 24 | 26 | -2  |
|  | 8.   | Fontanellese (-1)    | 29 | 30 | 6  | 17 | 7  | 21 | 27 | -6  |
|  | 8.   | Verdello             | 29 | 30 | 10 | 9  | 11 | 29 | 28 | +1  |
|  | 10.  | Chiari (-1)          | 28 | 30 | 7  | 14 | 9  | 26 | 24 | +2  |
|  | 10.  | Forza e Costanza     | 28 | 30 | 9  | 10 | 11 | 32 | 35 | -3  |
|  | 10.  | Grumellese Palazzolo | 28 | 30 | 6  | 16 | 8  | 32 | 36 | -4  |
|  | 13.  | Capriolo             | 27 | 30 | 9  | 9  | 12 | 23 | 32 | -9  |
|  | 14.  | Colognese            | 24 | 30 | 6  | 12 | 12 | 22 | 35 | -13 |
|  | 15.  | Villongo             | 22 | 30 | 8  | 6  | 16 | 29 | 41 | -12 |
|  | 16.  | Bagnatica            | 15 | 30 | 4  | 7  | 19 | 10 | 32 | -22 |

Legenda:
      Promosso in Interregionale 1990-1991.
      Retrocesso in Prima Categoria 1990-1991.
Regolamento:
Due punti a vittoria, uno a pareggio, zero a sconfitta.
Scontri diretti e differenza reti in classifica avulsa solo in caso di pari merito fra tre o più squadre in zona promozione e retrocessione per stabilire chi deve disputare lo spareggio.
La FIGC decise di tener conto degli scontri diretti per stabilire le classifiche di merito post campionato per l'attribuzione di posti vacanti in quello successivo.
Note:
Fontanellese e Chiari sono penalizzate di 1 punto.

## Girone E

### Squadre partecipanti
| Club                     | Città                        |
| ------------------------ | ---------------------------- |
| A.S. Abbiategrasso       | Abbiategrasso (MI)           |
| S.S. Borgolombardo       | San Giuliano Milanese (MI)   |
| A.C. Broni               | Broni (PV)                   |
| F.B.C. Casteggio         | Casteggio (PV)               |
| U.S. Cavese              | Cava Manara (PV)             |
| A.C. Codogno             | Codogno (MI)                 |
| U.S. Corsico             | Corsico (MI)                 |
| U.S. Mottese             | Motta Visconti (MI)          |
| A.S. Robbio              | Robbio (PV)                  |
| A.C. San Nicolò          | Rottofreno (PC)              |
| A.P. San Rocco al Porto  | San Rocco al Porto (MI)      |
| A.S. Sancolombano Calcio | San Colombano al Lambro (MI) |
| A.C. Trezzano Vigor      | Trezzano sul Naviglio (MI)   |
| A.C. Trial Rozzano       | Rozzano (MI)                 |
| U.S. Vigolzone C.M.C.    | Vigolzone (PC)               |
| U.S. Vizzolese           | Vizzolo Predabissi (MI)      |

### Classifica finale
|  | Pos. | Squadra            | Pt | G  | V  | N  | P  | GF | GS | DR  |
|  | ---- | ------------------ | -- | -- | -- | -- | -- | -- | -- | --- |
|  | 1.   | Corsico            | 50 | 30 | 23 | 4  | 3  | 60 | 13 | +47 |
|  | 2.   | Sancolombano       | 44 | 30 | 19 | 6  | 5  | 51 | 24 | +27 |
|  | 3.   | Broni              | 42 | 30 | 18 | 6  | 6  | 41 | 18 | +23 |
|  | 4.   | Casteggio          | 38 | 30 | 14 | 10 | 6  | 36 | 24 | +12 |
|  | 5.   | Abbiategrasso      | 34 | 30 | 11 | 12 | 7  | 33 | 26 | +7  |
|  | 6.   | San Rocco al Porto | 32 | 30 | 10 | 12 | 8  | 33 | 31 | +2  |
|  | 7.   | Vigolzone C.M.C.   | 30 | 30 | 8  | 14 | 8  | 35 | 33 | +2  |
|  | 7.   | Vizzolese          | 30 | 30 | 9  | 12 | 9  | 24 | 23 | +1  |
|  | 9.   | Robbio             | 29 | 30 | 9  | 11 | 10 | 31 | 36 | -5  |
|  | 10.  | Mottese            | 28 | 30 | 8  | 12 | 10 | 31 | 34 | -3  |
|  | 11.  | Borgolombardo      | 25 | 30 | 6  | 13 | 11 | 28 | 42 | -14 |
|  | 12.  | Codogno            | 24 | 30 | 5  | 14 | 11 | 29 | 37 | -8  |
|  | 12.  | Trezzano Vigor     | 24 | 30 | 6  | 12 | 12 | 29 | 38 | -9  |
|  | 14.  | Trial Rozzano      | 22 | 30 | 7  | 8  | 15 | 21 | 37 | -16 |
|  | 15.  | Cavese             | 14 | 30 | 4  | 6  | 20 | 19 | 49 | -30 |
|  | 15.  | San Nicolò         | 14 | 30 | 3  | 8  | 19 | 16 | 49 | -33 |

Legenda:
      Promosso in Interregionale 1990-1991.
      Retrocesso in Prima Categoria 1990-1991.
Regolamento:
Due punti a vittoria, uno a pareggio, zero a sconfitta.
Scontri diretti e differenza reti in classifica avulsa solo in caso di pari merito fra tre o più squadre in zona promozione e retrocessione per stabilire chi deve disputare lo spareggio.
La FIGC decise di tener conto degli scontri diretti per stabilire le classifiche di merito post campionato per l'attribuzione di posti vacanti in quello successivo.